# Keude Baro
Keude Baro is een bestuurslaag in het regentschap Aceh Timur van de provincie Atjeh, Indonesië. Keude Baro telt 223 inwoners (volkstelling 2010).